# Слобідка-Шелехівська
Слобі́дка-Ше́лехівська — село в Україні, у Деражнянській міській громаді Хмельницького району Хмельницької області. Населення становить 188 осіб.

## Історія
7 (20) листопада 1917 року, відповідно до Третього Універсалу Української Центральної Ради, увійшло до складу Української Народної Республіки.
12 червня 2020 року, відповідно до розпорядження Кабінету Міністрів України № 727-р «Про визначення адміністративних центрів та затвердження територій територіальних громад Хмельницької області», увійшло до складу Деражнянської міської громади.
19 липня 2020 року, в результаті адміністративно-територіальної реформи та ліквідації Деражнянського району, село увійшло до складу Хмельницького району.

## Пам'ятки природи
В селі розташований парк-пам'ятка садово-паркового мистецтва місцевого значення «Шелехівський  парк», а поблизу села — гідрологічна пам'ятка природи місцевого значення «Чиста криничка».

## Палац

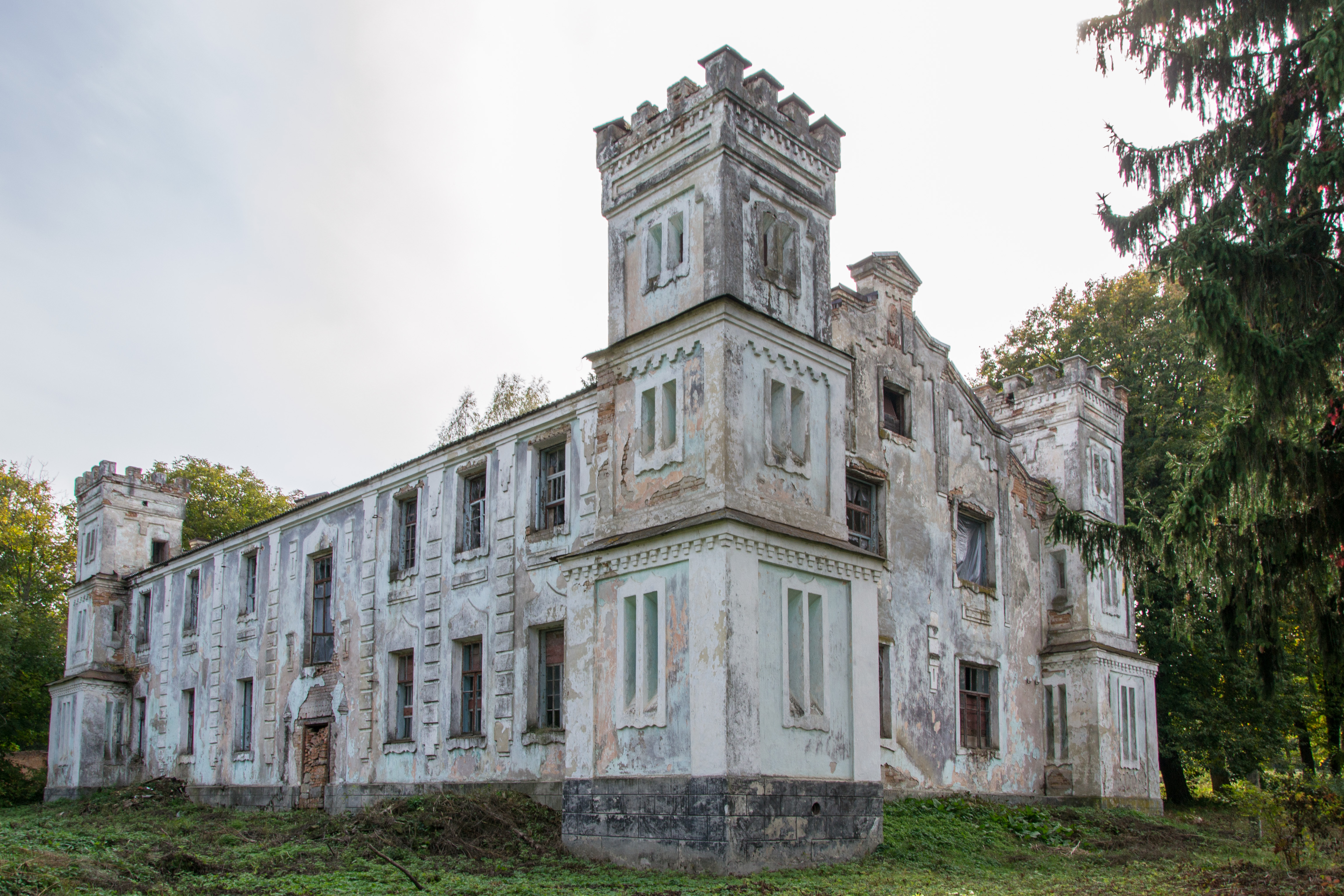
Палац Новинських

Біля села розташований неоготичний Палац Новинських.

## Відомі люди
- Тут похована мати поетеси Анни Ахматової — Інна Еразмівна Стогова. В 1989 році в селі відкрито Літературно-меморіальний музей Анни Ахматової[5].
- В Слобідці-Шелехівській народився ударник готик-гурту «Кому Вниз» Євген Разін.

## Галерея

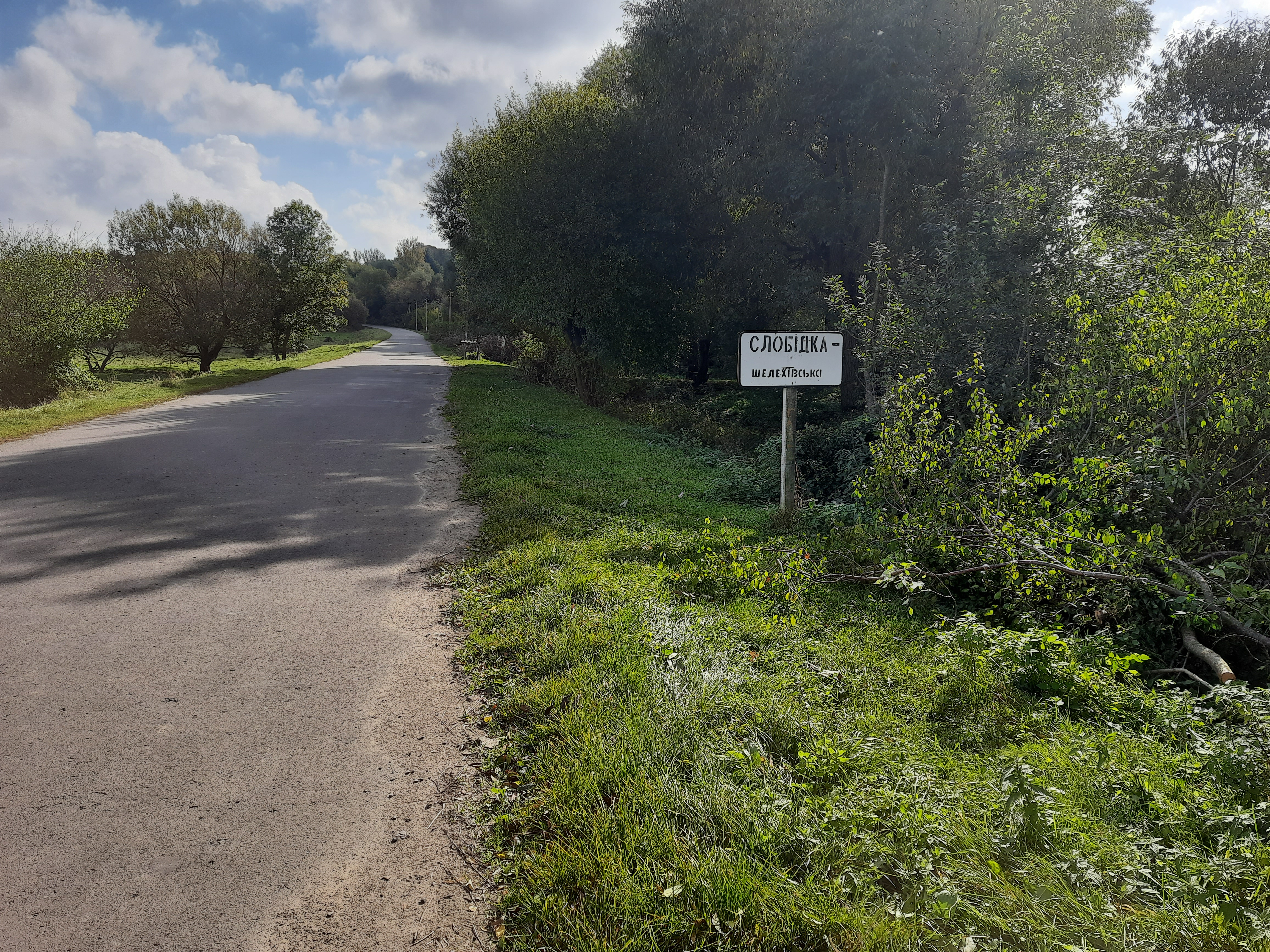
Знак при в'їзді в село
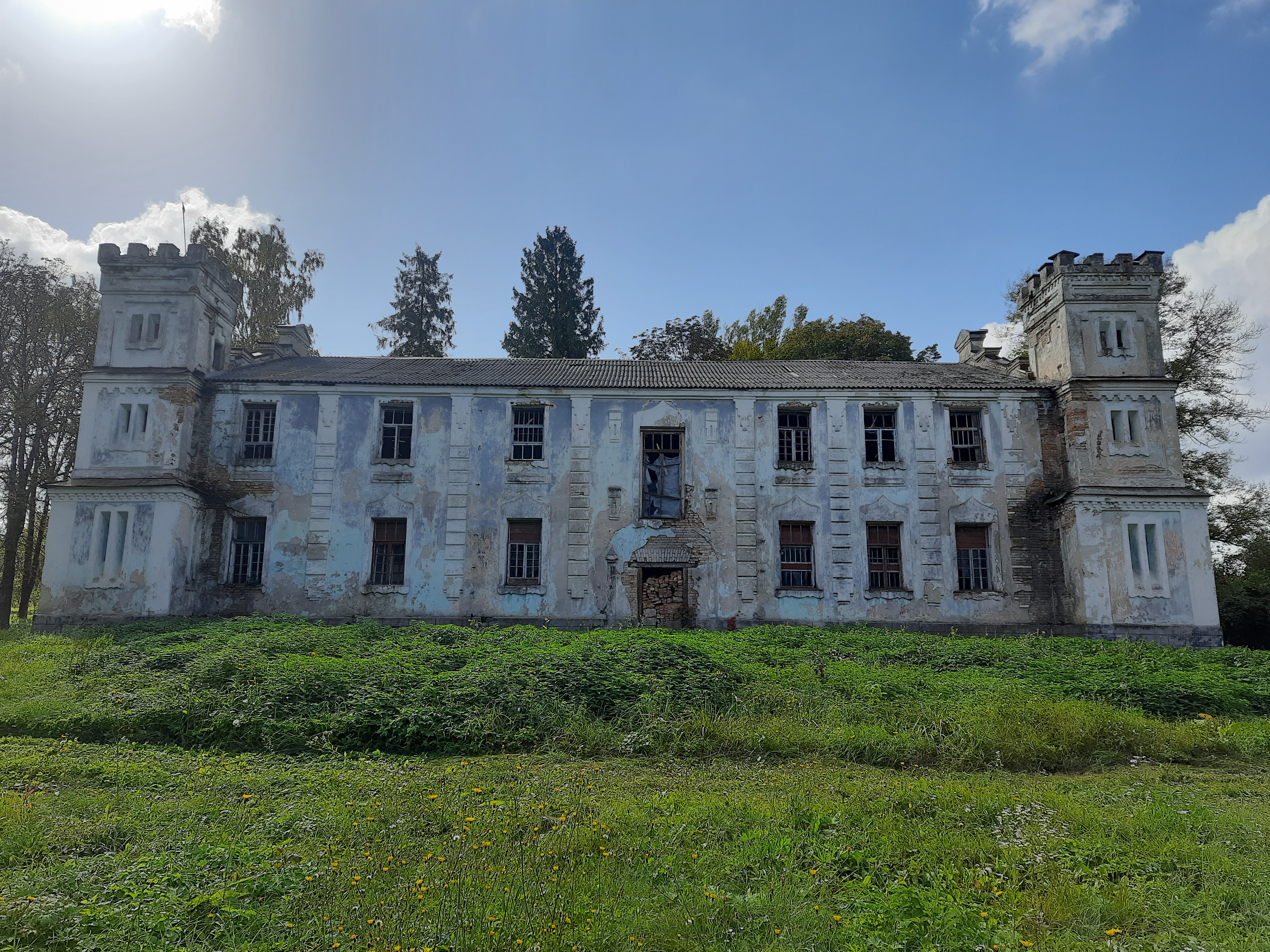
Палац Новинських
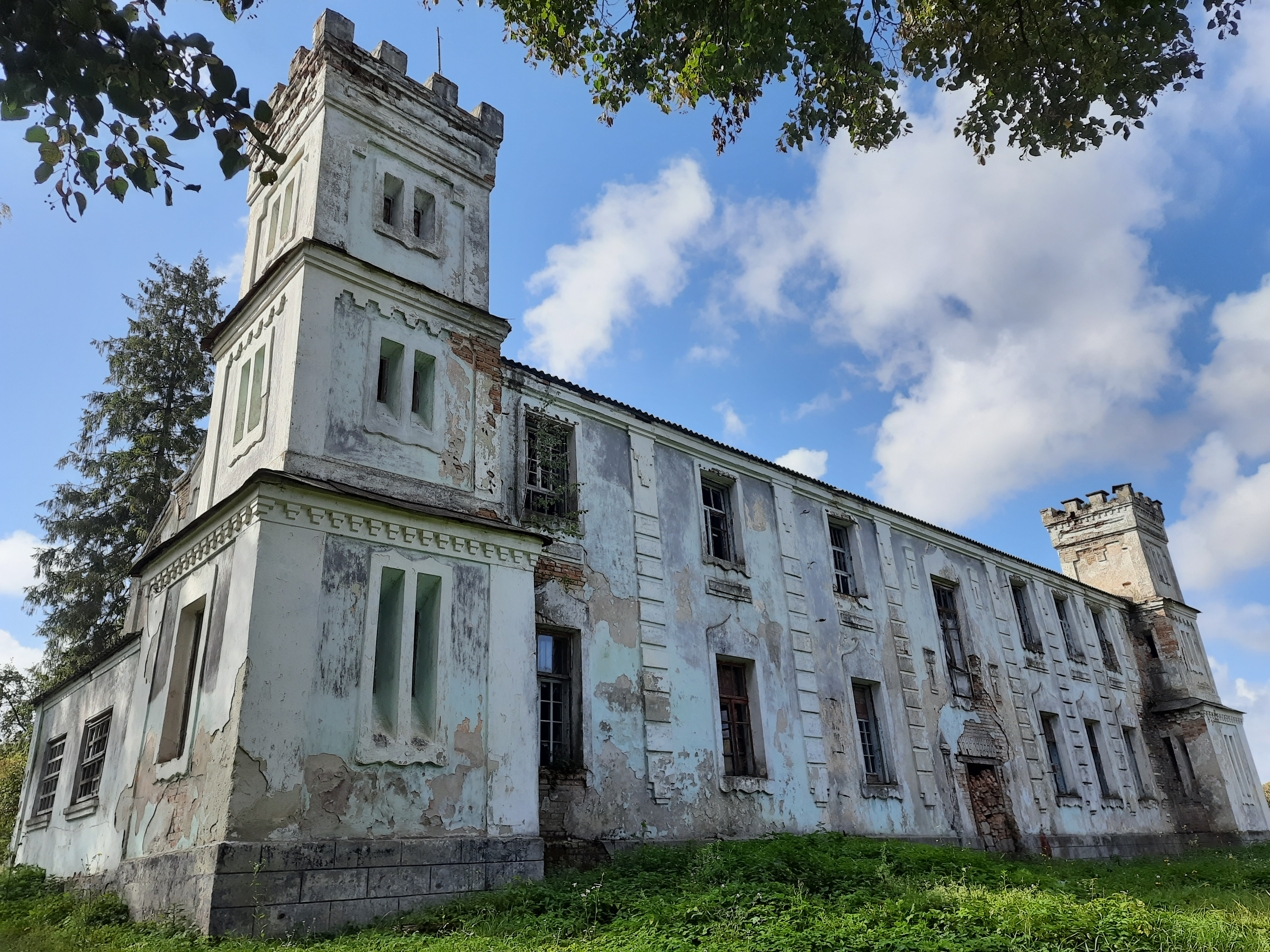
Палац Новинських
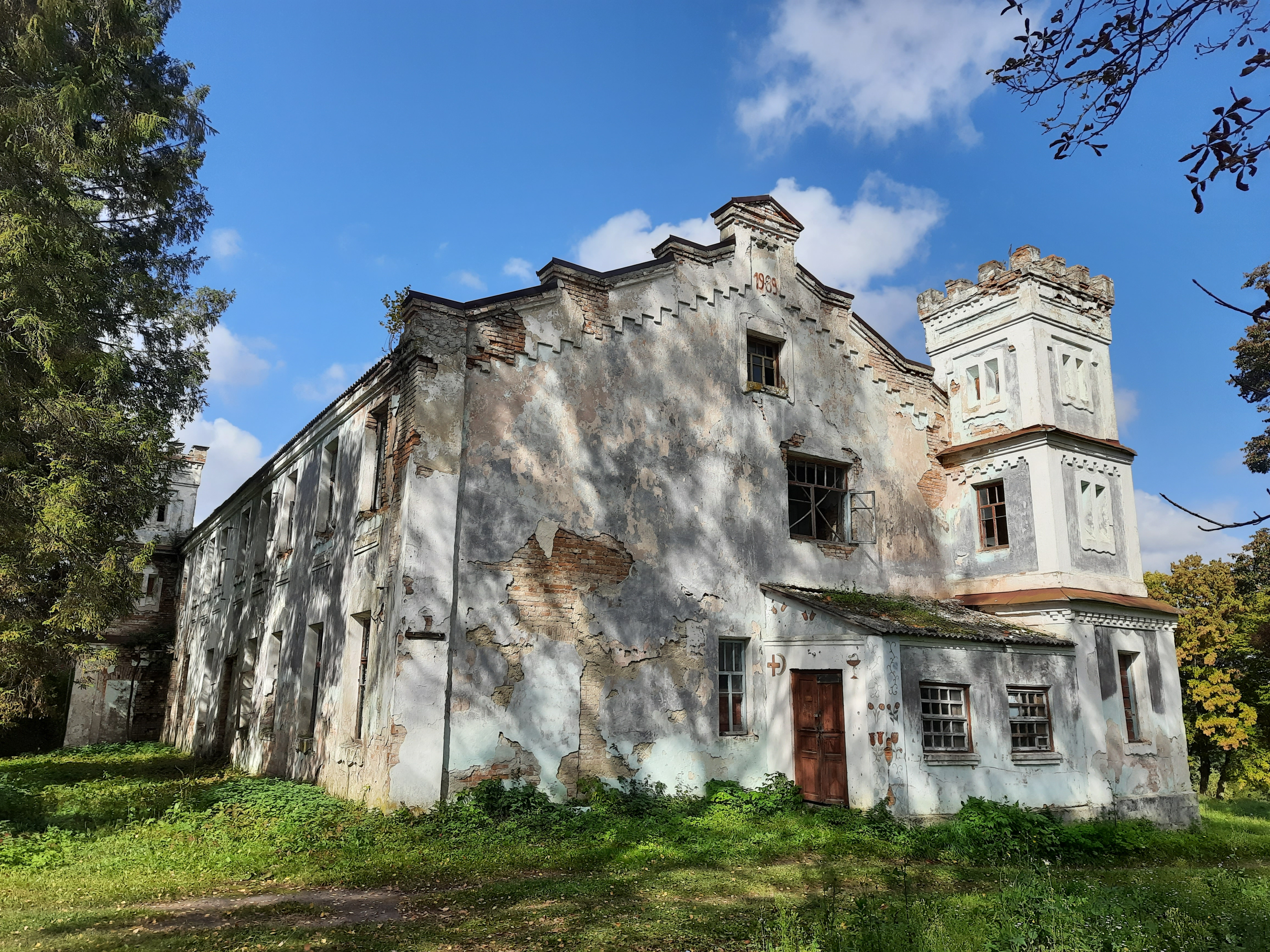
Палац Новинських
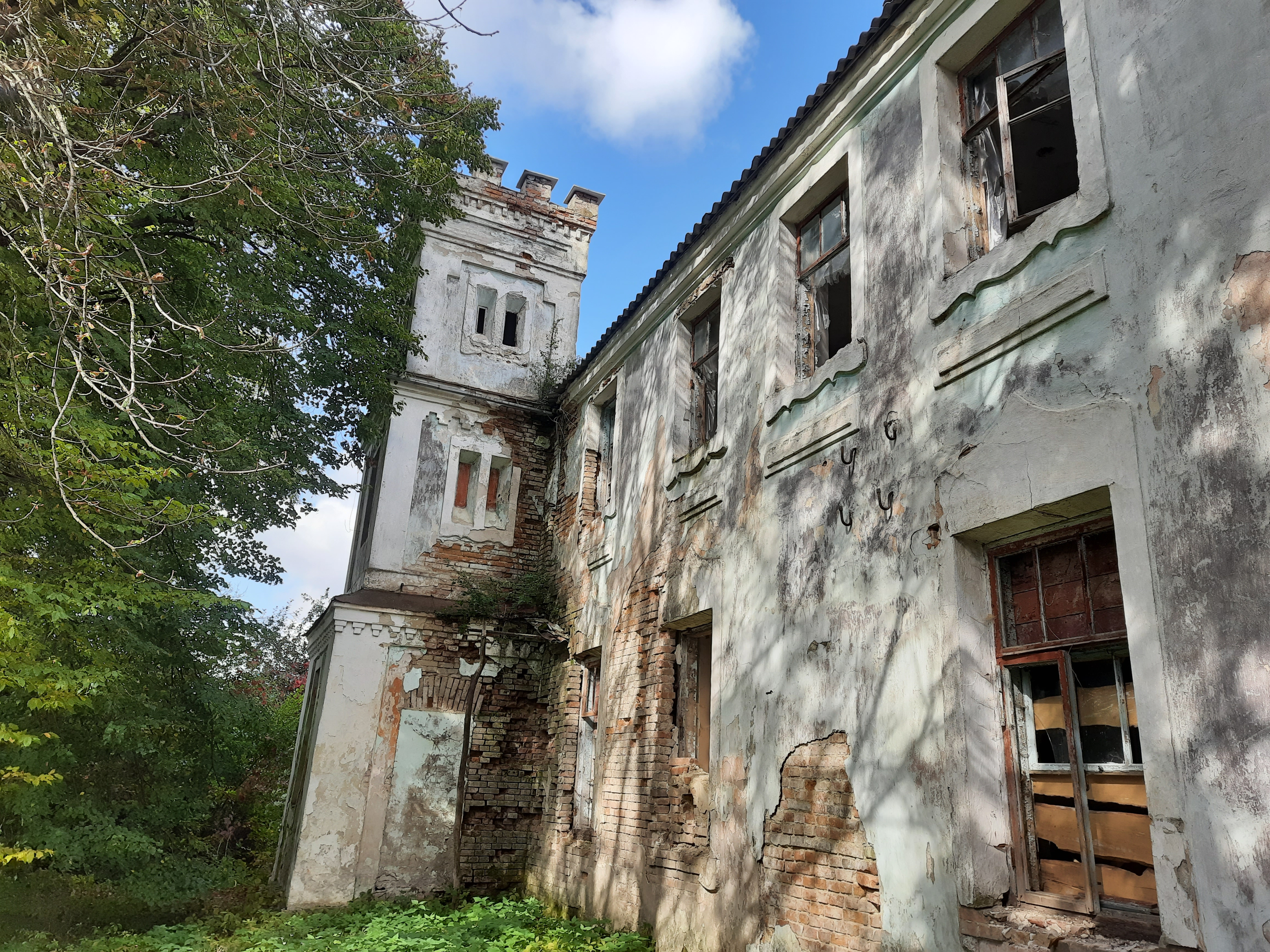
Палац Новинських
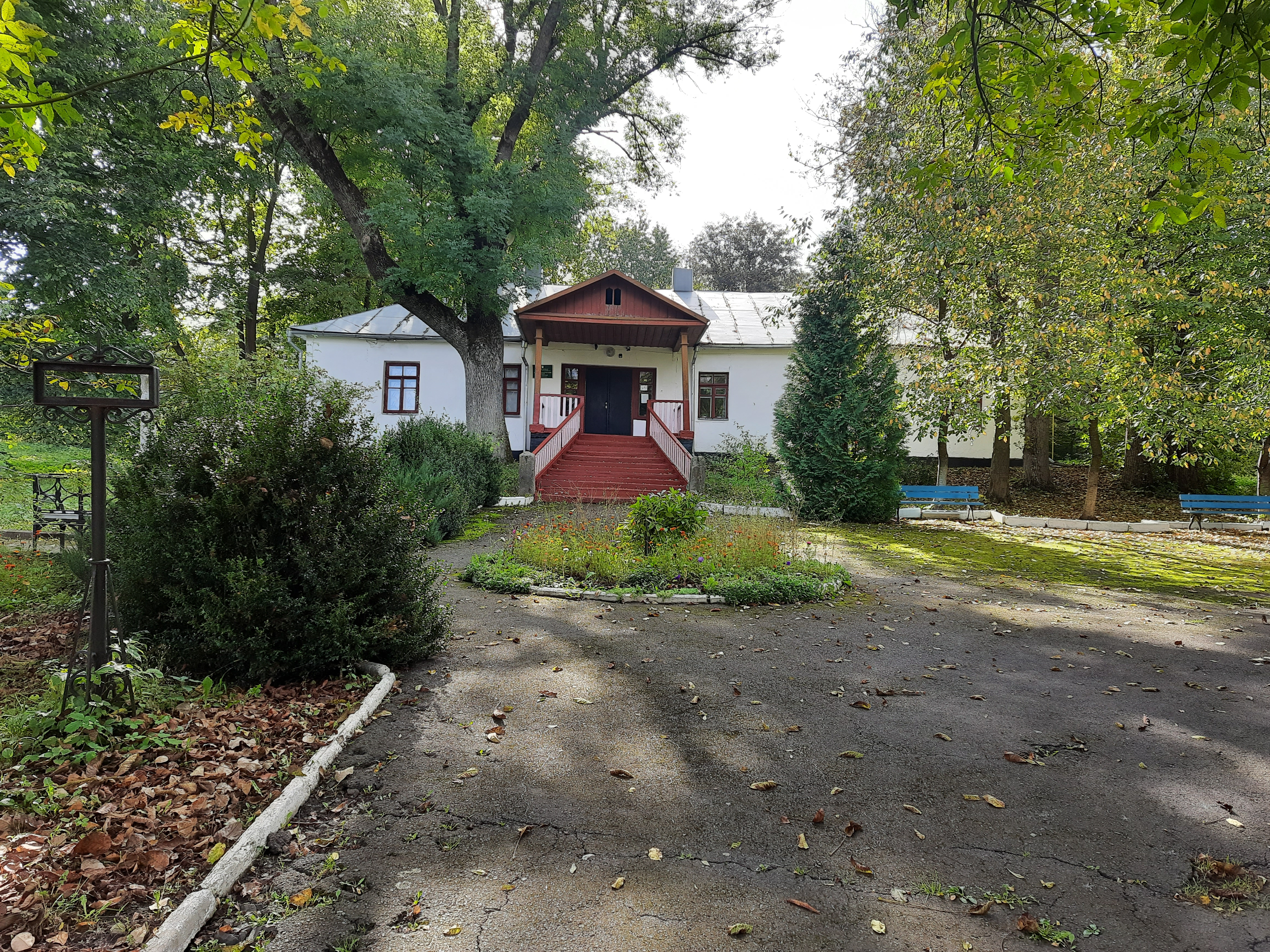
Музей Анни Ахматової
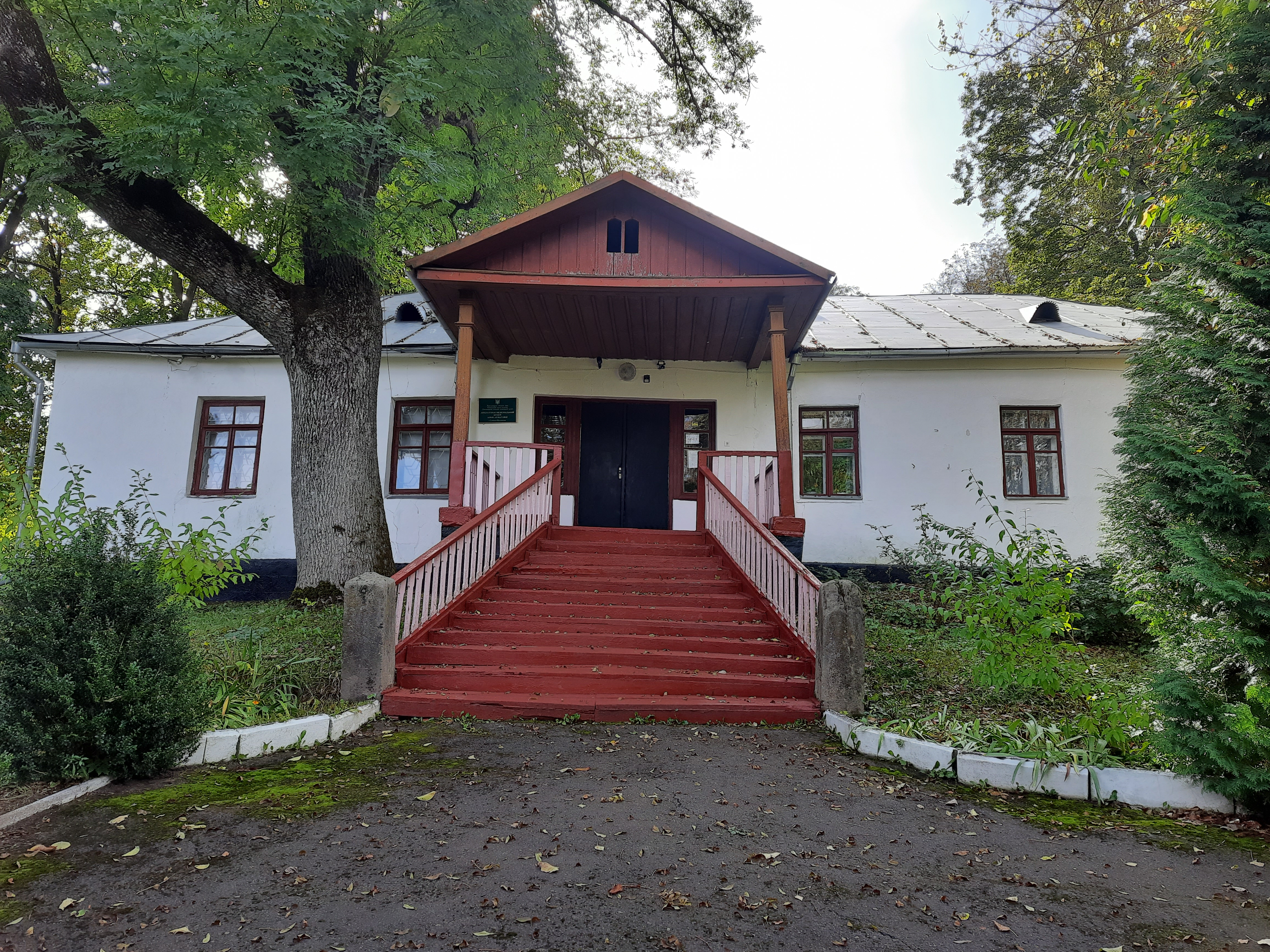
Музей Анни Ахматової
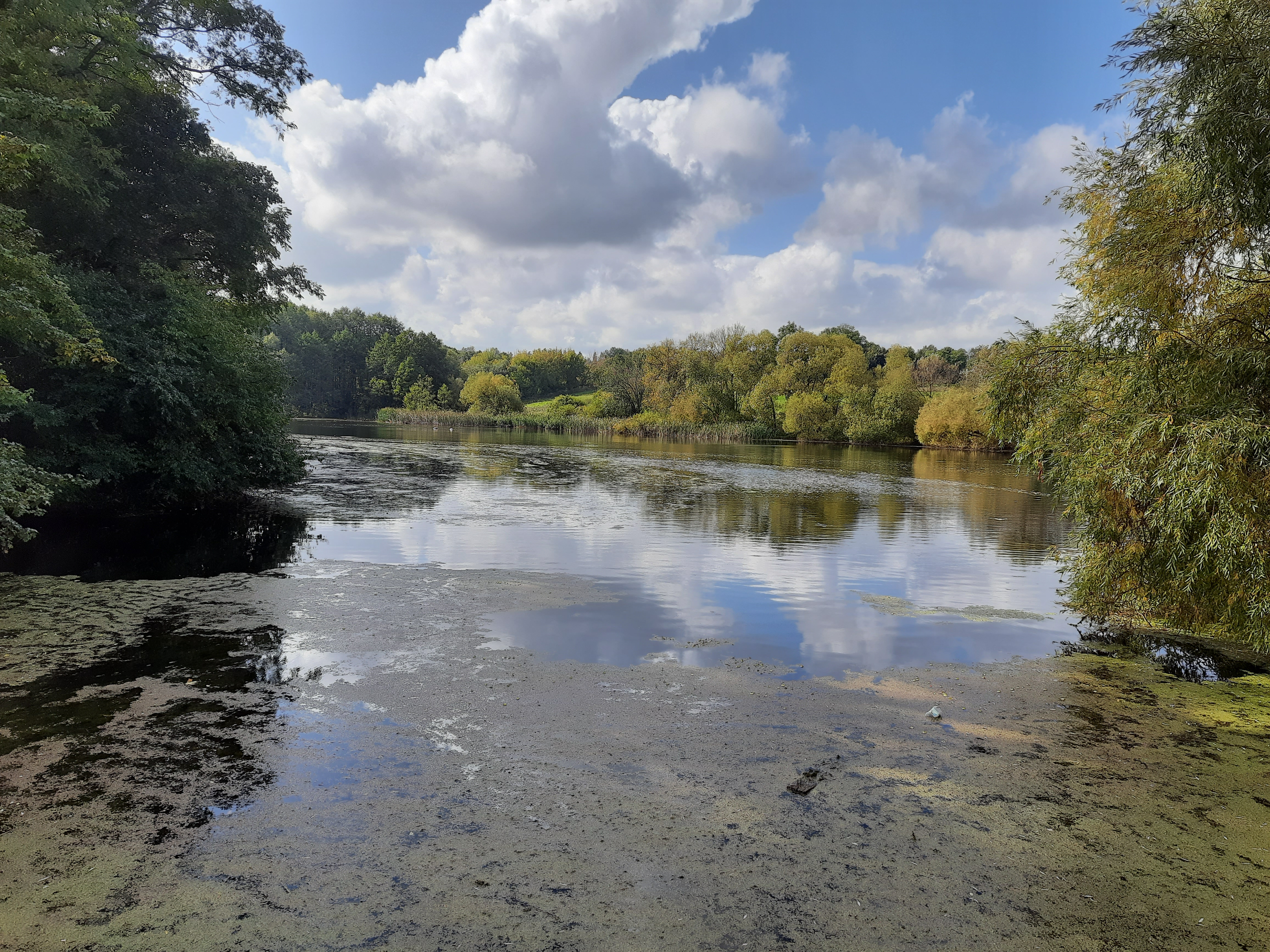
Став біля села